# Orientiranje
Orientiranje je ugotavljanje svoje lege, svojega položaja glede na izbrane ali določene točke, simbole, oznake ali znamenja. 
Najpogosteje se izraz uporablja v zvezi z geografskim orientiranjem - v prostoru ali na zemljevidu. Pri orientiranju z zemljevidom pomeni usmeriti ali obrniti zemljevid tako, da se položaj sklada z lego in smerjo dejanskih terenskih točk, da človek lahko prepoznava objekte s terena na zemljevidu in obratno.  
Uporabljan pa je tudi v zgodovini - časovno orientiranje, književnosti - kulturno orientiranje, partituri - od sedmega takta naprej in podobno. 
Za orientiranje je pomembna določitev izhodiščne točke - položaja, s katerega se določa druge točke. V geografiji je to presečišče ekvatorja in griniškega (izhodiščnega) poldnevnika. Lahko gre za drugo izbrano ali dogovorjeno točko (npr. 20 km severno od Ljubljane). V zgodovini je izhodiščna točka najpogosteje Kristusovo rojstvo, lahko pa tudi drug dogodek (npr. pet let po 2. svetovni vojni).
V geografiji in računalništvu sta osnovna načina orientiranja rastrski in vektorski. Rastrski temelji na stolpcih in vrstah - podobno kot polja na šahovnici ali sedeži v dvorani. Zato je vsak kraj na Zemlji opredeljen z geografsko dolžino - zahodno ali vzhodno od izhodiščnega poldnevnika, in geografsko širino - severno ali južno od ekvatorja. Ker je geografija znanost o prostoru, je za geografsko orientiranje pomembna tudi globina ali višina. Tako globina kot višina se lahko izražata relativno - glede na izhodišče, ali absolutno - od morske gladine. Na slednji način se izražajo višine vzpetin. Vektorski temelji na razdalji od izhodišča do izbrane točke in odklonom te smeri od severa - azimutom. 
Obstaja tudi šport - kombinacija teka in orientiranja - orientacijski tek.    